# Shigeru Yokotani
Shigeru Yokotani (Hyogo, 3 mei 1987) is een Japans voetballer.

## Carrière
Shigeru Yokotani speelde tussen 2006 en 2009 voor Gamba Osaka en Ehime FC. Hij tekende in 2010 bij Gamba Osaka.